# Фи Водолея
Фи Водолея (лат. φ Aquarii), 90 Водолея (лат. 90 Aquarii), HD 219215 — двойная звезда в созвездии Водолея на расстоянии приблизительно 222 световых лет (около 68 парсеков) от Солнца. Видимая звёздная величина звезды — +4,22m. Возраст звезды оценивается как около 10,97 млрд лет. Орбитальный период — около 2500 суток (6,8446 лет).

## Характеристики
Первый компонент — красный гигант спектрального класса M1III или M1,5III. Масса — около 1 солнечной, радиус — около 34,77 солнечных, светимость — около 207,7 солнечных. Эффективная температура — около 3715 К.